# Mandana de Mèdia
Mandana (en grec antic Μανδάνη) era una princesa de Mèdia filla del rei Astíages, segons diuen Heròdot i Xenofont. El seu nom en iranià *Mandanā- significa "encantadora, alegre".
Segons Heròdot, una de les explicacions sobre els orígens de Cir el Gran, deia que Astíages havia tingut un somni on va ser advertit que un fill de la seva filla seria un perill per a ell. Per això la va donar en matrimoni a Cambises I d'Anxan, al que considerava d'un rang inferior i era el seu vassall. Mandana li va donar un fill, al que li van posar Cir, al que el seu avi volia matar, i més encara quan va tenir un segon somni on veia que una vinya creixia del ventre de la seva filla i ocupava tot el món. Aterrit, va enviar a Hàrpag, un oficial de la seva confiança, perquè matés Cir. Però Hàrpag no volia vessar sang reial i va amagar el nen amb un pastor anomenat Mitridates. Anys més tard, Cir va desafiar el seu avi Astíages, i va provocar una guerra entre els dos. Cir estava perdent la batalla, però la defecció d'Hàrpag al seu favor, va girar el resultat i va poder vèncer Astíages a la batalla de Pasàrgada, cosa que va comportar l'enderrocament del rei Astíages, tal com el somni havia predit.